# Федеріко Ларедо Бру
Федеріко Ларедо Бру (ісп. Federico Laredo Brú; 23 квітня 1875 — 7 серпня 1946) — кубинський державний та політичний діяч, восьмий президент Куби, віцепрезидент Куби (1936). Був одним з засновників «Партії національної єдності» та «Залізного Націоналістичного Легіону».

## Життєпис
Народився в Ремедіосі, провінція Вілья-Клара, Куба. Вивчав право у Гаванському університеті, де 1895 року здобув ступінь доктора права.
Від 19 жовтня 1896 до січня 1899 року брав участь у війні за незалежність Куби від Іспанії, дослужився до звання полковника.
1900 року став секретарем, а 1907 — головою міського суду Санта-Клари. 1910 року обійняв посаду прокурора Гавани. Відіграв важливу роль у створенні кубинського кримінального кодексу.
1911 року був призначений на посаду міністра внутрішніх справ Куби, але вже в березні наступного року подав у відставку.
1913 відкрив юридичну фірму у Сьєнфуегосі та займався правничою практикою до 1930 року.
Від 1933 до 1936 року обіймав посаду державного секретаря в адміністрації президента. Після повалення та втечі Карлоса Сеспедеса став віцепрезидентом у кабінеті Мігеля Маріано Гомеса. 24 грудня 1936 року останній вийшов у відставку через те, що Конгрес оголосив йому імпічмент. Посаду президента обійняв Федеріко Ларедо Бру, хоча Кубою фактично керував Фульхенсіо Батиста.
Перебував на чолі держави впродовж повного терміну, тобто, всі чотири роки. За свого президентства сприяв організації Установчих зборів 1939 року для розробки проєкту нової Конституції Куби. Після завершення терміну президентських повноважень очолив міністерство юстиції в адміністрації Фульхенсіо Батисти. Вийшов на пенсію 10 жовтня 1944 року.
Несподівано помер у Гавані 7 серпня 1946 року.

## Лайнер «Сент-Луїс»

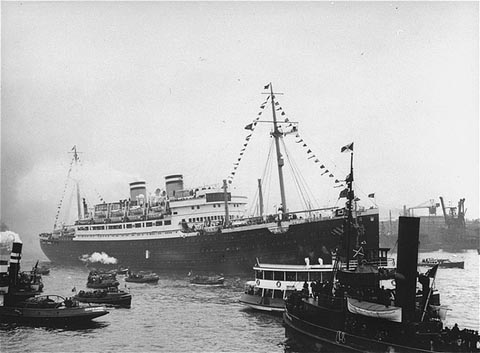
Лайнер «Сент-Луїс» у порту Гавани

13 травня 1939 року німецький океанський лайнер «Сент-Луїс», із 937 євреями на борту, вийшов з Гамбурга й 27 травня того ж року прибув до Гавани.
Президент Куби Федеріко Ларедо Бру наказав капітану Густаву Шредеру повертати назад. Кубинська влада прийняла лише 27 біженців, оголосивши візи інших недійсними.
Пароплав узяв курс на Флориду, але США не прийняли жодного єврея. Пароплав повернувся до Європи. Бельгія, Нідерланди, Франція та Англія домовилися прийняти пасажирів, розділивши їх на групи. 17 червня 1939 року корабель прибув до Амстердама.

## Особисте життя

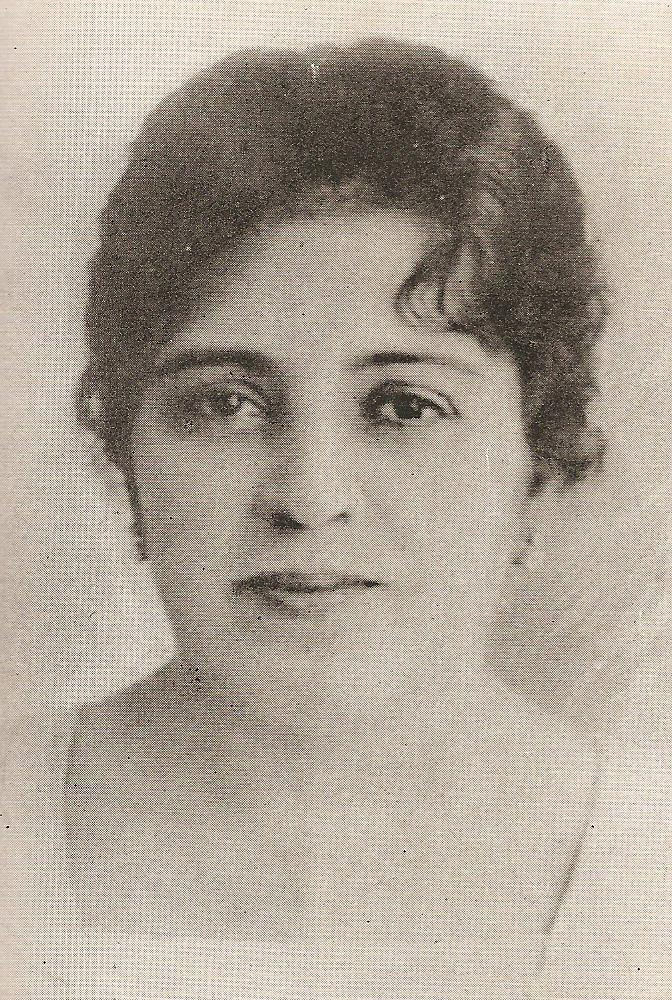
Леонор Гомес-Монтес-де-Ларедо Бру

Був одружений з Леонор Ґомес-Монтес-де-Ларедо Бру.